# Hjalmar Lönnroth
Arvid Martin Hjalmar Lönnroth (ur. 11 września 1856 w Romelandzie, zm. 15 lipca 1917 w Göteborgu) – szwedzki żeglarz, olimpijczyk.
Na regatach rozegranych podczas Letnich Igrzysk Olimpijskich 1908 wystąpił w klasie 8 metrów zajmując 5 pozycję. Załogę jachtu Saga tworzyli również John Carlsson, Karl Ljungberg, August Olsson i Edvin Hagberg.